# Reacció de Sabatier
La reacció de Sabatier és un procés mitjançant el qual, es fa reaccionar hidrogen (H₂) i diòxid de carboni (CO₂) a altes temperatures i altes pressions] per transformar-los, amb l'ajut d'un catalitzador de níquel, en aigua (H₂O) i metà (CH₄). Opcionalment es pot utilitzar ruteni i òxid d'alumini que constitueixen uns millors catalitzadors.
CO₂ + 4H₂ → CH₄ + 2H₂O
Aquesta reacció va ser descoberta per Paul Sabatier, i ha estat un pas clau per poder enviar missions tripulades a Mart
La reacció és exotèrmica i produeix una energia d'uns 165 kJ. <es pot consultar l'esquema del procés a 